# Chocianowice (gromada)
Chocianowice – dawna gromada, czyli najmniejsza jednostka podziału terytorialnego Polskiej Rzeczypospolitej Ludowej w latach 1954–1972.
Gromady, z gromadzkimi radami narodowymi (GRN) jako organami władzy najniższego stopnia na wsi, funkcjonowały od reformy reorganizującej administrację wiejską przeprowadzonej jesienią 1954 do momentu ich zniesienia z dniem 1 stycznia 1973, tym samym wypierając organizację gminną w latach 1954–1972.
Gromadę Chocianowice z siedzibą GRN w Chocianowicach utworzono – jako jedną z 8759 gromad na obszarze Polski – w powiecie oleskim w woj. opolskim, na mocy uchwały nr VII/27/54 WRN w Opolu z dnia 4 października 1954. W skład jednostki weszły obszary dotychczasowych gromad Chocianowice i Ciarka ze zniesionej gminy Lasowice Małe w tymże powiecie. Dla gromady ustalono 17 członków gromadzkiej rady narodowej.
Gromadę zniesiono 31 grudnia 1961, a jej obszar włączono do gromady Lasowice Małe w tymże powiecie.